# Supercząstka
Supercząstka, supermolekuła – termin wprowadzony w połowie lat 30. XX wieku, służący do opisu zespołu dwóch lub większej liczby cząsteczek chemicznych, które związane ze sobą siłami nie walencyjnymi (siły mają charakter związków inkluzyjnych lub połączeń addycyjnych). Nie ulegają one transformacji chemicznej, zachowując w zespole swoje indywidualne własności. Super cząstka jako jednostka o wyższej organizacji niż cząsteczka chemiczna wykazuje inne dodatkowe funkcje w porównaniu z tworzącymi ją partnerami. Indywidua chemiczne tworzące supercząsteczkę często nazywa się: receptorem molekularnym (tzw. gospodarz) i substratem (tzw. gość). Dziedzina chemii, która zajmuje się supercząsteczkami nazywa się chemia supramolekularną. 

## Funkcje
Podstawowymi funkcjami supercząsteczki, a więc i dziedzinami którymi zajmuje się chemia supramolekularna jest rozpoznawanie supramolekularne, transformacja i transport.
Rozpoznawanie supramolekularne polega na zawiązaniu przez receptor molekularny konkretnego substratu, którego kształt (geometria) oraz rozłożenie ładunków elektrycznych i miejsc wiążących (energia) odpowiadająca geometrii i energii receptora. Receptor, który zwykle jest cząsteczką wklęsłą, ma lukę o określonej charakterystyce geometrycznej i energetycznej i z mieszaniny różnych potencjalnych substratów wybiera (rozpoznaje) ten który jest najlepiej dopasowany do luki pod względem kształtu i energii - zasada podwójnej komplementarności. 
Transformacja supramolekularna jest procesem katalitycznym polegającym na związaniu substratu przez receptor molekularny, ewentualnej aktywacji substratu, chemicznemu przekształceniu substratu (reakcja chemiczna) i uwolnieniu nowego produktu. Po uwolnieniu produktu receptor molekularny może brać udział w przekształcaniu kolejnej cząsteczki substratu. W reakcji katalizy supramolekularnej przekształceniu chemicznemu podlegają tylko te cząsteczki, których receptor został zaprojektowany, jest to więc proces selektywny. 
Transport supramolekularny dotyczy głównie transportu przez błony półprzepuszczalne (membrany) i może zachodzić w dwojaki sposób: albo cząsteczka receptora umieszczone w membranie pobiera (wiąże) substrat znajdujący się z jednej strony membrany, a utworzony kompleks supramolekularny wędruje w membranie i substrat zostaje uwolniony po drugiej stronie membrany, albo receptor supramolekularny tworzy w membranie kanał, przez który cząsteczka substratu może migrować na jej druga stronę - w obu wypadkach transport jest selektywny tzn. są transportowane tylko cząsteczki o odpowiedniej wielkości, kształcie i charakterystyce energetycznej dla których receptor został zaprojektowany. Szczególnymi przypadkami transportu supramolekularnego są: transport elektronów lub protonów (cząsteczka lub jon ulega np. utlenieniu po jednej stronie membrany i redukcji po drugiej) oraz transport energii (cząstka zostaje wzbudzona, pobiera energię i ją magazynuje, a następnie przenosy w procesie transportu do innej cząsteczki lub na drugą stronę membrany). 
Supercząsteczki mogą ulegać dalszej agregacji w wielocząsteczkowe zespoły supramolekularne, które mogą być jedno- lub wielofunkcyjne w zależności od rodzaju cząsteczek wchodzących w ich skład. Zespół molekularny jednofunkcyjny może np. transportować cząsteczki różnych substratów, ale tylko pod warunkiem, że będą one miały jakiś określony element wspólny (m.in. grupę funkcyjną lub zdefiniowany tzn. o takiej konformacji i konfiguracji układ grupy atomów jednego z fragmentów cząsteczki), po którym poszczególne receptory wchodzące w skład zespołu będą odróżniały te indywidua chemiczne od wszystkich od wszystkich innych. Zespół molekularny wielofunkcyjny może, w zależności od temperatury, przyłożonego napięcia elektrycznego lub pola magnetycznego, naświetlania czy pH roztworu, wykazywać jedna z trzech (opisanych powyżej), charakterystycznych dla układów  supramolekularnych funkcji. To, która z funkcji zostanie "włączona", może również zależeć od rodzaju użytego substratu; jedne będą automatycznie "włączały" funkcję transportu, inne przekształcenia chemiczne, jeszcze inne po przekształceniu chemicznym mogą podlegać transportowi (produkt przekształcenia będzie tu substratem).
Jednym z podstawowych zadań chemii supramolekularnej jest konstruowanie receptorów molekularnych o określonych właściwościach i na podstawie znanej struktury cząsteczkowej przewidywanie sposobu wiązania substratów i powstawania substratów, a następnie układów supramolekularnych. Rozwój chemii supramolekularnej ma szczególne znaczenie dla poznania i wyjaśnienia działania układów biologicznych (procesy enzymatyczne, transport przez błony komórkowe).